# Interscope Records
La Interscope Records è un'etichetta discografica statunitense, appartenente al gruppo Interscope-Geffen-A&M che a sua volta è di proprietà della Universal Music Group.

## Storia dell'azienda

### Gli inizi
Fu fondata nel 1989 da Jimmy Iovine e Ted Field, con supporto finanziario della Atlantic Records (che allora la controllava al 50%). Prima della sua creazione faceva parte della sussidiaria East West Records.
Il primo artista in etichetta fu il rapper ispanico Gerardo, che nella primavera nel 1991 distribuì il fortunato singolo "Rico Suave". In quell'anno cominciarono i primi successi dell'etichetta: uno degli album di sua provenienza, l'esordio del gruppo Marky Mark and the Funky Bunch, che all'inizio del 1992 fu premiato con un disco di platino. La Interscope scritturò anche 2Pac, i Primus, i No Doubt e i Nine Inch Nails. Inoltre editò nel 1992 un disco di Bad4Good, Refugee, che però non vendette molte copie.

### Death Row Records
Anche se la Interscope sembrava essere inizialmente di basso profilo per le poche pubblicazioni, andò già incontro a critiche per le sue produzioni hip hop non prese molto sul serio. Ciò cambiò nel 1992, quando Iovine fornì aiuti finanziari a Suge Knight e Dr. Dre per creare la Death Row Records, che distribuì i propri album insieme alla Interscope. Le due etichette pubblicarono insieme The Chronic, primo album solista di Dr. Dre, distribuito dalla Priority Records a dicembre. Nel 1993 fu premiato con 3 dischi di platino; alla fine dello stesso anno la Interscope pubblicò anche Doggystyle, primo album di Snoop Dogg.
Le due aziende divennero tra le più importanti nel settore discografico, sia insieme che da sole. Tuttavia cominciò anche ad essere ampiamente criticata, per il crescente interesse per il gangsta rap. Incitata da alcuni gruppi di attivisti, la Time Warner (gemella della Interscope) si rifiutò di distribuire Dogg Food, di Tha Dogg Pound e registrato per la Death Row originariamente per il 1995. La pubblicazione fu così sospesa, mentre la Death Row e la Interscope firmarono con la Priority Records per distribuire quell'album.
La controversia tra Death Row e Interscope rese gli azionisti di Time Warner nervosi al punto che nel tardo 1995 la compagnia vendette tutta la sua parte della Interscope Records alla MCA Music Entertainment (dopo rinominata Universal Music Group). Non volendo scontrarsi con i fatti che tormentavano Time Warner, la MCA inizialmente rifiutò di distribuire molte delle pubblicazioni della Death Row, tra le quali All Eyez on Me, l'atteso album di debutto per la Death Row di Tupac Shakur. Ciò fece sì che la Death Row e la Interscope dovessero trovare un accordo con la Island Records per pubblicare questo particolare album al di fuori della loro casa.
La Death Row iniziò a collassare nel 1996 dopo la morte di Tupac Shakur, l'incarcerazione di Knight e la sua separazione da Dr. Dre. Nell'agosto del 1997 la Interscope (sotto pressione della Universal Music Group) decise di svendere tutta la sua partecipazione nell'etichetta. Tuttavia continuano ad unire le forze per gli album postumi di Tupac Shakur.

## Artisti della Interscope Records
- 50 Cent
- 2hollis
- Adam Levine
- Billie Eilish
- Black Eyed Peas
- Blackpink
- D12
- DaBaby
- Die Antwoord
- DJ Snake
- Dr. Dre
- Ella Mai
- Ellie Goulding
- Eminem
- French Montana
- Girls' Generation
- Gwen Stefani
- Ice Cube
- Imagine Dragons
- J. Cole
- Jimmy Iovine
- Juice Wrld
- K.Flay
- Kendrick Lamar
- Knife Party
- Lady Gaga
- Lana Del Rey
- Lil Mosey
- Limp Bizkit
- M.I.A.
- Madonna
- Marilyn Manson
- Maroon 5
- Nelly Furtado
- Nine Inch Nails
- Nettspend
- OneRepublic
- Pharrell Williams
- Playboi Carti
- Priyanka Chopra
- Rae Sremmurd
- Rich the Kid
- Schoolboy Q
- Scorpions
- Sean Combs
- Selena Gomez
- Skylar Grey
- Snoop Dogg
- Soulja Boy
- The Game
- The Neptunes
- Timbaland
- Tupac Shakur
- U2
- Will Smith
- Will.i.am
- Yelawolf
- Zedd
- X Ambassadors